# Unione Sportiva Massese 2004-2005
Questa pagina raccoglie le informazioni riguardanti l'Unione Sportiva Massese nelle competizioni ufficiali della stagione 2004-2005.

## Rosa
| N. |                   | Ruolo | Calciatore           |
| -- | ----------------- | ----- | -------------------- |
|    | Italia (bandiera) | C     | Andrea Antonioli     |
|    | Italia (bandiera) | P     | Davide Bassi         |
|    | Italia (bandiera) | A     | Riccardo Belluomini  |
|    | Italia (bandiera) | C     | Roberto Bischeri     |
|    | Italia (bandiera) | A     | Vitaliano Bonuccelli |
|    | Italia (bandiera) | C     | Daniele Buzzegoli    |
|    | Siria (bandiera)  | C     | Chadi Cheikh Merai   |
|    | Italia (bandiera) | D     | Andrea Cipolli       |
|    | Italia (bandiera) | C     | Andrea Consumi       |
|    | Italia (bandiera) | D     | Michele Coppola      |
|    | Italia (bandiera) | C     | Luca Fiasconi        |

| N. |                   | Ruolo | Calciatore          |
| -- | ----------------- | ----- | ------------------- |
|    | Italia (bandiera) | D     | Mirko Garaffoni     |
|    | Italia (bandiera) | A     | Giovanni Longobardi |
|    | Italia (bandiera) | D     | Simone Lonzi        |
|    | Italia (bandiera) | C     | Alessio Mariotti    |
|    | Italia (bandiera) | A     | Edoardo Micchi      |
|    | Italia (bandiera) | P     | Federico Nicastro   |
|    | Italia (bandiera) | C     | Pentrella Emiliano  |
|    | Italia (bandiera) | A     | Matteo Rossi        |
|    | Italia (bandiera) | C     | Giovanni Ruscio     |
|    | Italia (bandiera) | C     | Davide Vagnati      |
|    | Italia (bandiera) | D     | Luca Vivaldi        |